# Strongylognathus destefanii
Strongylognathus destefanii är en myrart som beskrevs av Carlo Emery 1915. Strongylognathus destefanii ingår i släktet Strongylognathus och familjen myror. IUCN kategoriserar arten globalt som sårbar. Inga underarter finns listade i Catalogue of Life.